# هارولد بادغر
هارولد بادغر (بالإنجليزية: Harold Badger)‏ هو فارس أسترالي، ولد في 10 أكتوبر 1907، وتوفي في 13 ديسمبر 1981.